# Tűz a mélyben
A Tűz a mélyben (eredeti cím: Fire Down Below) 1997-ben bemutatott amerikai akciófilm, Félix Enríquez Alcalá elsőfilmes rendezése. A főbb szerepekben Steven Seagal, Marg Helgenberger, Kris Kristofferson és Harry Dean Stanton látható. Kisebb mellékszerepekben számos countryzenész feltűnik a filmben és maga Seagal is gitározik benne.
Az Amerikai Egyesült Államokban 1997. szeptember 5-én bemutatott film anyagilag sikeresnek mondható, de többségében negatív kritikákat kapott és négy kategóriában jelölték Arany Málna díjra.

## Rövid történet
A film főszereplője Jack Taggert EPA ügynök, aki Kentuckyban kezd nyomozásba egy környezetszennyező cég ellen.

## Cselekmény
Kentucky keleti részén mérgező vegyszereket öntenek a helyi elhagyatott bányákba, környezeti problémákat okozva. A helyi lakosok tehetetlenek a befolyásos bányatulajdonosokkal szemben és megélhetésüket féltve nem avatkoznak bele az eseményekbe, bár a szennyezés miatt gyakoriak a megbetegedések is. Jack Taggert, az Amerikai Környezetvédelmi Hivatal ügynöke érkezik a helyszínre, felmérni a környezet állapotát és kinyomozni egykori ügynöktársa és barátja rejtélyes elhalálozásának körülményeit. A hivatal névtelen leveleket kapott egy jacksoni lakostól, így az ügynök inkognitóban erre a településre utazik. 
Az Orin Hanner Sr. vezette Hanner Coal Company pénzt kap azért, hogy veszélyes vegyi hulladékot helyezzen el a bányákban. Taggert önmagát a helyi templom segítőjének és önkéntes ácsnak álcázva nyomozni kezd a kisvárosban. A templomban kap szállást és a helyi házakban vállal javítási munkákat, egyikben egy beteg kisfiú szüleit is megpróbálja szóra bírni, sikertelenül. Még a korábbi névtelen bejelentő is szándékosan szűkszavúnak bizonyul. 
A Taggert társának haláláért felelős férfiak gyanakodni kezdenek a jövevényre. Hanner fia, Orin, Jr., aki a cég bábjaként funkcionál a városban és a korrupt seriff, Lloyd Foley, valamint azok verőemberei is megfenyegetik Taggertet. Egy összetűzést követően megtámadják az ügynököt, aki csúnyán helybenhagyja Orin öt emberét. Orin ezután egy kamionsofőrt bíz meg azzal, hogy balesetnek álcázva szorítsa le az útról az ügynök autóját, de Taggert megmenekül, míg támadója egy szakadékba zuhan.
Eközben Taggert megismerkedik Sarah Kellogg-gal, a városban élő fiatal nővel. Sarah kiközösített lakos, mert kislánykorában apja megölésével vádolták meg, de a bíróság felmentette. A nő hajlandó tanúskodni Orin és emberei ellen, feldühítve bátyját, Earlt. Kiderül, hogy annak idején Earl ölte meg apjukat, mert az rájött, a fiú molesztálja a húgát – bátyja ezután rávette a kislányt, vállalja magára a gyilkosságot, mert őt életkora miatt nem ítélhetik el. Earl felgyújtja a templomot, megölve a Taggertet segítő prédikátort és az ügynökre is megpróbálja rárobbantani a bányát. Taggert túléli a merényletet, de Orin több embere, köztük Earl is életét veszti.
Bizonyítékokkal és egy szemtanúval felvértezve Taggert kihívja az FBI-t, hogy védelembe vegyék Sarah-t. A kiérkező két ügynök azonban korrupt. Taggert egyikükkel végez, a másikat pedig egy fenyegető üzenettel visszaküldi Orinhoz. Orint letartóztatják, de csak egy nevetséges pénzbírságot kap a környezetvédelmi előírások megszegéséért. Taggert visszatér a városba, megveri a fiatalabbik Orin testőreit és vallomásra készteti a fiút, aki terhelő bizonyítékokkal szolgál apja ellen. Egy kaszinóban Taggert letartóztatja az idősebbik Orint és viccelődni kezd azzal, milyen bánásmód (köztük nemi erőszak) vár rá a börtönben. Orin fegyvert szerez és ellenáll, de Taggert megelőző támadással vállon lövi, ártalmatlanná téve a férfit. Az ügynök ezt követően visszatér Jacksonba Sarah-hoz.

## Szereplők
| Színész            | Szerep                  | Magyar hang      |
| ------------------ | ----------------------- | ---------------- |
| Steven Seagal      | Jack Taggart            | Csernák János    |
| Marg Helgenberger  | Sarah Kellogg           | Ábrahám Edit     |
| Stephen Lang       | Earl Kellogg            | Kőszegi Ákos     |
| Brad Hunt          | Orin Hanner, Jr.        | Viczián Ottó     |
| Kris Kristofferson | Orin Hanner, Sr.        | Ujréti László    |
| Harry Dean Stanton | Cotton Harry            | Velenczey István |
| Levon Helm         | Bob Goodall tiszteletes | Rudas István     |
| Mark Collie        | Hatch                   | Varga Tamás      |
| Alex Harvey        | Sims                    | Pálfai Péter     |
| Ed Bruce           | Lloyd seriff            | Bitskey Tibor    |

## Fogadtatás

### Bevételi adatok
A nyitóhétvégén a film 6 073 094 dolláros bevételével első helyezést ért el az amerikai mozikban. Összbevétele Észak-Amerikában 16 228 448 dollár lett.

### Kritikai visszhang
A Rotten Tomatoes weboldalon a Tűz a mélyben 29 kritika összegzése alapján 14%-os értékelést kapott.
Vern, a Seagal munkásságát humoros formában feldolgozó Seagalogy: A Study of the Ass-Kicking Films of Steven Seagal című könyv szerzője szerint „A Tűz a mélyben kevésbé bugyuta kísérlet egy környezetvédelmi témájú akciófilmre, mint a korábbi próbálkozás... Seagalnak van pár egész jó megszólalása és ezeket több sármmal adja elő, mint általában – nincs annyi abból a mézesmázos, szarkasztikus hangnemből, amit rendszerint a gonosztevők hecceléséhez használ”.

### Díjak és jelölések
A filmet az 1998-ban megrendezett 18. Arany Málna-gálán négy kategóriában jelölték a díjra.
| Kategória                    | Jelölt                     | Eredmény |
| ---------------------------- | -------------------------- | -------- |
| Legrosszabb film             | Julius R. Nasso            | Jelölve  |
| Legrosszabb férfi főszereplő | Steven Seagal              | Jelölve  |
| Legrosszabb filmes páros     | Steven Seagal és a gitárja | Jelölve  |
| Legrosszabb „eredeti” dal    | "Fire Down Below"          | Jelölve  |

## Fordítás
- Ez a szócikk részben vagy egészben  a   Fire Down Below (1997 film) című angol Wikipédia-szócikk fordításán alapul.  Az eredeti cikk szerkesztőit annak laptörténete sorolja fel. Ez a jelzés csupán a megfogalmazás eredetét és a szerzői jogokat jelzi, nem szolgál a cikkben szereplő információk forrásmegjelöléseként.